# الرعب (رواية)
الرعب هي رواية كتبت عام 2007 للمؤلف الأمريكي دان سيمونز. فهي رواية خيالية عن حملة الكابتن سير جون فرانكلين المفقودة التي غادرت إنجلترا عام 1945 من اتش ام اس اريبس (HMS Erebus)، هي سفينة قنطرة من الدرجة الأولى صممها السير هنري بيكي وتم بناؤها بواسطة البحرية الملكية في حوض بيمبروك بوولاردز في عام 1826، واتش أم أس تيرور (HMS Terror) وهي سفينة حربية متخصصة وسفينة قنابل وضعت حديثا للبحرية الملكية في عام 1813 إلى القطب الشمالي في 1845- 1848، لتحديد موقع الممر الشمالي الغربي.
في الرواية، بينما يعاني فرانكلين وطاقمه من الجوع والمرض، اضطروا أيضا إلى التعامل مع المتمردين وأكل لحوم البشر كما قام وحش بتعقبهم عبر القطب الشمالي القاتم.
معظم الشخصيات التي ظهرت في «الرعب» هم أعضاء فعليين في طاقم فرانكلين، الذي ضمن اختفائهم الغير مبرر قدرا كبيرا من التكهنات. الشخصيات الرئيسية في الرواية تشملالسير جون فرانكلين، قائد البعثة وكابتن ايريبس (Erebus)؛ فرانسيس كروزييه، قائداتس ام اس تيرور (HMS Terror)؛ دكتور هاري جودسير وكابتن جيمس فيتزجيمس.
رواية الرعب كانت مرشحة لجائزة الجمعية البريطانية للخيال العلمي عام 2008.
الحبكة الروائية تتبع الرواية بنية سرد غير خطية حيث تبدأ تقريبا من نقطة في منتصف احداث الرواية (الحبكة الراوئية)، يتنقل الراوي بين أنواع مختلفة من تقنيات السرد مستخدما كلا من سرد الشخص الثالث والشخص الأول (في مذكرات دكتورجودسير)
تبدأ القصة في شتاء 1847حيث ظلت كلا من اتش ام اس اريبس (HMS Erebus) واتش أم أس تيرور (HMS Terror) محاصرة في الجليد عند مسافة 28 ميل من الشمال الغربي لجزيرة الملك ويليام لأكثر من عام. كان الطقس أكثر برودة من المعتاد فتتناقص مؤن السفن المعلبة وغالبا ماتتفسخ وكذلك تخلو اليابسة والبحر الجليدي بشكل غامض من أي حياة برية يمكن اصطيادها. بالإضافة إلى تلك الاخطار الطبيعية فان طواقم السفن يتم مهاجمتها من قبل وحش يشبه الدب القطبي الهائل.من خلال استرجاع فني (فلاش باك)،
تعرض الرواية بعض الاسباب وراء المأزق الحالي للبعثة.تعد بعثة فرانكلين هي الأخيرة في سلسلة من المحاولات التي تهدف إلى صياغة الممر الشمالي الغربي، ولكن جميع تلك المحاولات انتهت بالفشل. السير جون فرانكلين، والذي تم عزله من قبل بشكل مهين بواسطة حكومة في ارض فان ديمنز، يعتبر تلك البعثة فرصته الأخيرة لاسترداد المجد والتقدير. و يسعى القبطان فرانسيس كروزيه، إلى تشتيت انتباهه من خلال المغامرة مرة أخرى في القطب الشمالي بعد ان تم رفضه -عاطفيا- بواسطه ابنة أخت فرانكلين. اما باقي الطاقم فقد وقع من اجل تلك المغامرة.على الرغم من أن الحملة تبدأ بشكل مقنع بما فيه الكفاية، فإن ثلاثة رجال يموتون بسبب المرض خلال شتاءهم الأول في الجليد، وبعد ذلك بوقت قصير، يتخذ فرانكلين القرار المصيري بالسفر حول الساحل الشمالي الشرقي لجزيرة الملك وليام، مما يؤدي إلى حصار السفينة في الجليد. في صيف عام 1847، أرسل فرانكلين عدة احزاب في اتجاهات مختلفة عبر الجليد، على أمل العثور على مصدر ممتد للمياه. لا أحد من الأحزاب ينجح في هذا الهدف. ومع ذلك، يواجه أحد الاحزاب زوجًا من «الإسكيمو» في الجليد، عبارة عن امرأة شابة ورجل مسن. يطلق ذلك الحزب النار عن طريق الخطأ على الرجل الإسكيمو، وعندها يراهم الوحش ويقتل الملازم غراهام غور قائد الحزب.
وعندما يعود الحزب إلى السفينة، تتبعهم الفتاة.فيقوم كروزير بتسميتها «سيدة الصمت»، مشيرا إلى صمتها، حيث يبدو أن لسانها قد قضم في الماضي.وبعد ان مات الرجل الإسكيمو عند قمة الارابس بدأ الوحش يطارد ويهاجم طاقم السفينة.رغم ان الوحش كان يبدو عليه الذكاء ولكن الرجال اعتبروه ماهو الا دب «عدواني».
.وهذا الافتراض دفعهم إلى التقليل من قوة هذا المخلوق.
ولكن فرانكلين قد قتل في محاولة فاشلة منه لتسميم الدب في الكهف، وكلما تثدمت الشهور مات عدد كبير من الرجال والمسؤلون.
بعد وفاة فرانكلين، أصبح كروزر قائد البعثة، مع تولي الكابتن جيمس فيتزجيمس دور المسؤول التنفيذي. على الرغم من بعض التوترات الأولية بينهما، يصبح الرجلان صديقان بشكل تدريجي عندما يحاولان التعامل مع تهديدات الوحش والمرض والجوع الوشيك. بحلول عام 1848، أصبح الطاقم أكثر ضعفاً بسبب البرد القارص ونقص الطعام، وما زال الوحش يفترسهم. تنتهي حملة «رفع المعنويات» المشؤومةليلة رأس السنة الجديدة مع عدد كبير من الحملة، بما في ذلك ثلاثة من الجراحين الأربعة، الذين قتلوا على يد الوحش والنيران الصديقة من كتيبة البحرية الملكية التابعة للبعثة. وفي وقت لاحق يعاقب كروزربعض الضباط مثل كورنليوس هاكي واثنين آخرين من الرجال ب 50 جلدة من سلاح «القط ذي التسعة ذيول».يبدأ هيكي بالتآمر ضد الضباط، وخاصة كروزير والملازم جون ايرفينج، الذي كان قد اكتشف في وقت سابق جماع هيكي بعضو آخر من الطاقم الموجود بمعقل تيرور.
وعند اقتراب الربيع تم سحق واغراق قمة الارابس بواسطة الجبل الجليدي المتصلب. ذعر طاقم السفينة حتي امر كروزير في النهاية بترك الشفينة. وانتقل الاشخاص الذين مازالوا على قيد الحياة وقد بلغ عددهم 105 إلى معسكر الخوف وهو ملجأ (مخيم) في جزيرة الملك ويليام. Aوبعد فشل المحاولة للوصول إلى الجانب الآخر لشبه جزيرة بويسا استنتج كروزر وفيتجايمسان الامل الوحيد هو سحب قوارب النجاة جنوبا إلى الاراضي الكندية ونهر باك والتمركز في بحيرة جريت سليف وهي رحلة شاقة قاطعة مئات الاميال. مع ذلك قبل ان ينطلقوا تم قتل ايرفينج بواسطة هاكي. وقد القي هاكي اللوم على مجموعة من الصيادين الإسكيمو حول قتل ايرفينج والذين صادقهم ايرفينج ولكنهم قاموا بالانتقام عن طريق ذبحه. ومنذ ذلك الوقت بدأ طاقم السفينة يخاف ويتجنب هؤلاء السكان. 
بدأ طاقم السفينة في دفع القوارب عن جزيرة الملك ويليام وكانت تلك الرحلة وحشية حيث مات الكثير من الرجال من بينهم فيتجيمز بسبب الإرهاق والمرض وكان هناك بعض صور التمرد من قبلف هاكي وحاشيته والوحش سيستمر في التردد بشكل مميت حيث انه في فترة قام بذبح طاقم الشفينة بالكامل عندما كانوا سيكتشفون ممر واسع قبل الثلج ودون أي خيارات اخري ورغم الخسائر المتزايدة استمر الطاقم في التقدم نحو الجنوب حتي وصل اخيرا إلى موقع على الشاطئ الجنوبي للجزيرة والذي يسمي ب «ريسكيو كامب». وانقسم الناجون إلى مجموعات عديدة وقد أعلن هاكي ومجموعته عن رغبتهم في العودة إلى «معسكر تيرور» بينما اقترحت مجموعة اخري العودة إلى تيرور نفسها رغم احتمالية ان تكون سحقت بواسطة الثلج. وافق كروزر ولكنه لاحقا وقع في الفخ هو وجودسير بواسطة رجال هاكي. أطلق كروزر النار واصاب كلا من ماغنوس مانسون وانصار هاكي وكذلك الرئيس كروني اصابة قاتلة. ولكنه بعذ ذلك أردي قتيلا بواسطة هاكي بينما تم أخذ جودسير كرهينة.
قرر باقي الطاقم الاستمرار في التقدم جنوبا حتي قابل المجموعات الثلاث الباقية بكارثة.
.على الرغم من اللجوء إلى أكل لحوم البشر، فإن طاقم هيكى تم إيقافه عن هدفة بواسطة عاصفه ثلجية ومعظم الرجال إما يعانون من الجمود حتى الموت والآخرين قتلوا على يد هيكى الذي بدأ يعانى من أوهام الالحاد.و قد مات ماسون من خطوره جروحه وقام بواتشير بالأنتحار عن طريق السم مما يضمن أن أي فرد من طاقم هيكى سيموت عندما يأكل من جسده المسمم.قد ترك الوحش هيكى يتجمد فعلى ما يبدو ان الوحش يرى روحه كريهة جدا لذلك فهو غير صالح للأكل.
لم يتم الكشف عن مصير المجموعات الأخرى ولكن من الواضح انهم قد لقوا حتفهم أيضاً مما جعل كروزير الناجى الوحيد من الحملة.تم إنقاذ كروزير من قبل السيدة سايلنس التي تعاملت مع جروحه وأخذته معها في رحلاتها.
بينما يتعافى كروزير من جروحه، واجه سلسله من الأحلام والرؤى التي تكشف في النهاية عن الطبيعة الحقيقية لذلك المخلوق.و الذي يعرف ب«تونباك» شيطانه خلقت منذ آلاف السنين بواسطه إلهه تسمى«إيسكويمكس» لقتل أرواح زملائها الذين أغضبوها.و بعد حرب أستمرت ل10،000 سنه هزمت الأرواح الأخرى «تونباك» وعاد «سيدنا» الذي قام بنفيه في النفايات القضبية حيث بدأ تونباك الهجوم على إيكوميكس وذبح الالاف منهم، حتى اكتشف أقوياءهم الشامانيون طريقة للتواصل مع الشيطان.فقد ضحوا بألسنتهم إلى الوحش ووعدوه بالبقاء خارج نطاقه-فقد ثبت هؤلاء الشامان أنهم قادرون على وقف هياج تونباك.أما السيدة سايلنس فقد تم اكتشاف أنها واحده من هؤلاء الشامان وفي نهاية المطاف أصبحت هي وكروزير عشاق، فقد أختار أن يتخلى عن حياته والقديمه وينضم إليها.

## الشخصيات
النقيب فرنسيس كروزر أصبح الآن قائد الحملة بعد وفاه السير جون فرانكلين والراوي الأساسي للرواية فقد تم تعينه كزعيم مختص وقائد، فعلى الرغم من أنه يعانى من إدمان الكحول وشعور عميق بانعدام الأمن النابع من أصله الايرلندى وولادته المتواضعه كما ظهر امتلاكهه لقدرات نفسية كامنه.بالقرب من نهايه الرواية، تم تصويره عده مرات خلال خيانه وكمين من قبل كورنبلبوس هيكى بالقرب من معسكر الإنقاذ. [: أهتمت السيدة سايلنس بكروزير في تلك الظروف الصعبه وأستخدمت الطب لتقوم بعلاجه من جروحه بسبب طلقات نارية. وقد قامت سايلنس بتعليمه ان ينجو في الظروف القاسية في المنطقة القطبية وسبل محاربى روح سيوأم الستة وقد أصبح الاثنين عشاق. وفي نهايه المطاف كروزير أنضم إلى سايلنس ورزقا طفلان وقد حظى كروزير على اسم «الانويت» أي «تارليريكتج» بمعنى الزراع القويه.
القائدجيمس فيتزجام
.و لكنهم اصبحوا صديقين حميمين مع تقدم الرواية. عقب موت فرانكلين، اثبت قيتزجميس انه قائد مختص ل ايربس ومساعدا قيما لكروزر. خلال الرواية كانت الصحة البدنية لدي فيتزجيمس تتدهور باستمرار وفي النهاية مات بسبب المرض (جراء تسمم غذائي) خلال رحلة في الجنوب عبر جزيرة الملك وليام.
. د. هاري السيد الطبيب جري تدريبه باعتباره عالم تشريح وتم التوقيع عليه من قبل فرانكلين كمساعد جراح وهو يعتبر الاقل كفاءة من الاربع اطباء المنصوص عليهم في البعثة لان واقعيا هو مدنيا وليس ضابطا بحريا. وفي اعقاب الوفيات الناجمة عن العنف للاطباء في البندقية، السيد الطبيب أصبح الطبيب الوحيد على متن السفينة. على الرغم انه يبدو ضعيفا ومخنثا في بادئ الامر، تم تصويره كانسان رحيم، حازم، لا يعرف الكلل، فهو الرجل الذي كسب احترام الطاقم باكمله. فهو تم اختطافه من قبل كورنيلوس هيكي وهو من المتمردين الذي يحاول مرار وتكرار تشويه عندما كان يرفض مساعدتهم في ذبح الادوات من طاقم العمل للعيش وفي النهاية انتحر عن طريق أخذ أنواع قاتلة من المخدرات
الملازم جون ليفرينج ضابط صغير السن تم تعينة للحماية وللتحقيق مع الفتاه الغامضة أو التي تدعي «سيده الصمت» والتي قد أصبح متيم بها. تم تصوير ليفرينج على انه شخص احتيالي، قاسي، فاسق ووقع على البعثة من اجل المجد والشهرة. وعلى الرغم من هذا فقد أصبح المفضل لدي كروزر وثبت انه واحد من أفضل الضباط الذين يمكن الاعتماد عليهم وفي حين قيامة منفردا برحلة استكشافية لجزيرة الملك وليام في نهاية الرواية، ليفرينج أصبح صديقا لحزب صيد يدعي اسكيمو ولكن قبل ان يتمكن من العودة إلى المعسكر والإبلاغ عن اكتشافة للبعثات المحتملة المنقذة، تم قتلة بطريقة وحشية من قبل كورنيلس هيكي: تم وصف كورنيلس هيكي على انه ذو مكانة ضئيلة فهو الخصم الرئيسي في الرواية بعد طونباك. نشأت كراهية كبيرة من جانب ليفرينج اتجاه هيكي عندما اكتشف ليفرينج بمحض الصدفة ان هيكي والحارس يمارسان الجنس في احشاء الرعب، واصبع غاضبا من جميع الضباط عندما جلد في اعقاب البندقية. عدائة اتجاه ليفرينج بلغ ذروته بقتل الملازم من قبل هيكي بطريقة مرعبة على جزيرة الملك وليام. واخيرا، نجحت محاولات هيكي المختلفة في اثارة المتمرد في معسكر الإنقاذ، عندما اقنع عددا من افراد الطاقم بمحاولة العودة إلى معسكر الإرهاب المهجور بعد ان سمح كروزر على مضض لهيكي واتباعه الابتعاد عن الحملة الرئيسية، يحاول هيكي العودة إلى معسكر الإرهاب على الرغم من انه يعود لفترة وجيزة لقتل كروزر وخطف السيد الطبيب ونهاية المطاف تم قتل طاقم هيكي من قبل طونباك، الذي رفض روحه وتركه للجمود حتي الموت وحيدا.
مانغوس مانسون، بحار عملاق ذو قوة جسدية مع إعاقات تنموية خفيفة. مانسون هو حبيب هيكي ورئيس المحسوبية. كان هيكي يستخدم مانسون كانوع من السلاح الحي، ويضعه على الاشخاص الذين يشقون طريقة. على الرغم من هذا، فإن مانسون يحظي باحترام كبير من قبل الطاقم حيث ان قوته الهائلة اثبتت فائدتها للعديد من المهام على متن السفينة
سيد الجليد توماس بلانكي وهو صريح، ومرح، ومحبوب، والشخصية الوحيدة التي تتهرب من تونباك ليس لمرة واحدة فقط ولكن لمرتين. وعلى من هربه، فانه يفقد احدي ساقيه، ويعاني من اصابات اخري، بما في ذلك قضمة الصقيع، وبعدها يحصل على ساق صناعية.على الرغم من هذا لا يزال بلانكي محافظا على الامل في البقاء والإنقاذ، إلى ان يزداد الامر سوأ وتتطور غنغرينا في جذع الساق المحطمة خلال رحلة عبر جزيرة الملك ويليام، وبعدها يدرك انه ليس أكثر من عبء على الطاقم، فيختار البقاء على الجليد بينما يصارع باقي الناجين، ويهاجم في نهاية المطاف، ويقتل من قبل تونباك، كمايتضمن انه يموت وهو يقاتل. هاري بيجلار كابتن المنصة وهو أحد أفراد طاقم بيجلار المحترمين، وهو أحد كبار ضباط الشرطة على متن السفينة المكافحة للإرهاب، وهو عاشق سابق لأحد الضباط التابعين للضابط جون بريجينز، يجد صعوبة في القراءة ولديه شكوى قلبية تصبح واضحة لاحقًا في الرواية. هو قتل من قبل تونباك، جنبا إلى جنب مع العديد من أعضاء الطاقم الآخرين، بينما كان يحاول استكشاف احتمال يؤدي إلى المياه المفتوحة. «جون بريدجنز» وهو رئيس ضباط يعتبر بريدجينز أقدم الأعضاء الباقين على قيد الحياة في البعثة، والمحب السابق لهاري بيجلار.وهو رجل تعلم، أصبح مساعداً للدكتور جود سير لفترة في «مخيم الإنقاذ». مع حدوث المجاعة والمرض هو الاحتمال الوحيد، يقرر بريدجنز ببساطة مغادرة المخيم والسير في التلال المنخفضة في جزيرة الملك وليام. وآخر مرة تم ذكره في الرواية وهو ينام بسلام بعد مشاهدة غروب الشمس الجميل في القطب الشمالي. روبرت غولدينغ "صبي السفينة" يبلغ من العمر 23 عاما في ختام الرواية، لم يعد صبي، ولكنه وصف بأنه يمتلك سذاجة صبي. على الرغم من أنه بدا وكأنه مخلص للنقيب كروزير، إلا أنه وقع سرا في فرقة هيكي. هو يدير تفسيرا مفعما، وفكرا من أجل إغراء كروزير والدكتور جود سير إلى موقع كمين هيكي (محاولاته لنطق كلمة بولينيا ببوليب أو بوليانيا وهذا ما اغضب الكابتن كروزير).غولدنغ في النهاية يموت مع بقية مواطني هيكي. ليدي سايلنس (سيلنا) امرأة شابة من اسكتلندا لديها اتصال غامض بتونباك. بعد أن يصاب رفيقها بالرصاص من قبل فريق من البعثة. ترافق البعثة إلى السفن عندما يموت رفيقها، وتبقى على متن السفينة تستقر في خزانة في السفينة، وتأتي وتذهب كما يحلو لها يخاف أفراد الطاقم منها، معتقدين أنها ساحرة، وفي موقف واحد على الأقل تتعرض حياتها للتهديد من قبل فصيلة هيكي، رغم أن الكابتن كروزير استطاع أن ينقذ الوضع.
وعلى ما يبدو انها اخذت تتتبع هولاء الرجال عندما تركو السفينة وانقذت حياه كروزير بعد ان أطلق هيكى النار عليه. فقامت بتعليمه كيف ينجو ويظل على قيد الحيا في القطب الشمالى. ومن هنا وقع الاثنين في حب بعضهم البعض واصبحا عاشقين. وكثيرا ما تتم مقارنة كفاءة الصمت من أجل البقاء مع فشل أعضاء البعثة في الحفاظ على الدفء والعثور على القوت في الظروف القاسية في القطب الشمالي.
السيد جون فرانكلين
هو قائد الرحلة والقبطان الرئيسى لسفينة اتش ام اس. يصور في الرواية باعتباره شخصية متخبطة يبحث عن فرصة اخيرة من اجل الشهرة والمجد بعد فشل رحلات استكشافية بعد اقالته من منصب رئيس مدينة فان ديمين. ففي بداية الرواية تم قتل فرانكلين على ايدى التونباك اثناء تفقده موقع لمحاولة الوقوع بالوحش وقتله.
التنوباك
هي عبارة عن وحش يلتهم الاشخاص وهي من اساطير الاتويت فالتونوباك هي آلة قنل لا يمكن تدميرها فهي تاخذ شكل دب قطبى ضخك ذات عنق طويلة. فهي نتيجة الحر بين الهة الانويت فنم نفيها إلى نفايات الشمالية المتجمدة. فهي تتغذى على جميع الكائنات في المنطقة الجليدية ولكنها تفضل الاشخاص. فالسيكسام، هم حكام روح السماء، هم عبارة عن مجموعة من الانويت الشامان الذين نشأوا معتمدين على قدراتهم النفسية. وحدهم يستطيعوا السيطرة على الوحش وفانهم يسمحوا للتنوباك ان ياكلو السنتهم كدليل على اخلاصهم ولكنهم يستطيعوا استدعاء مخلوق يقوموا بتحيته مغنيين ومقدمين لحوم الحيوانات كقرابين. كما انهم يتواصلون معه مستخدمين شكل من اشكال التخاطر.

## استقبال
«هي من أفضل الروايات الغير تقليدية والتاريخية التي قرات منذ سنوات» صحيفة بوسطن جلوب
«الخوف ليس مجرد وحى فدان سيمونز هو كبار الروائيين وانا في انبهار من انجازه» لنكولن تشيلد
«دان سيمونز يكتب مع النعمة المالحة والدقة من باتريك اوبراين. ولكن في كابوس خارق للطبيعة على الكابوس التاريخي، والغموض على الغموض، وقال انه أنتجت الرؤية المشحونة بالموت الشعبي.» صحيفة الرجال
لاحظت صحيفة واشنطن بوست: «على الرغم من طولها، فإن The Terror يثبت قراءة مقنعة».

## مسلسلات تلفيزيونية على غرارها
بعد نجاح برنامج The Walking Dead، قامت شبكة ايه ام سى الأمريكية بعمل مسلسل تلفزيوني مرعب يعتمد على هذه الرواية. في مارس 2016، تم التأكيد على أنايه ام سى قد طلبت 10 حلقات من العرض، والتي عرضت لأول مرة في 26 مارس 2018. عملديف كاجغنيتش وسو هيوو كمخرجين مشاركين، مع كاجغنيتش يعلق أيضا على التكيف. عمل ريدلي سكوت، وألكسندرا ميلتشان، وسكوت لامبرت، وديفيد زوكر، وجايمون كاسادي كمنتجين تنفيذيين.في أيلول / سبتمبر 2016، أُعلن أن توبياس مينزيس تم تصويره كسلسلة من الرصاص، وكان المراقبون يبحثون عن امرأة من إينو، تتراوح أعمارهم بين 16 و 30 عامًا، للعب 'شخصية رئيسية' غير محددة، على الأرجح سيدة سايلنس.
Nive Nielsen من نوك، غرينلاند، تم الإدلاء بها في عام 2017
كدور رئيسي للنساء.

## معلومات عن النشر
- سيمونز، دان (2007). الرعب (الطبعة الأولى). قليلا، براون. ISBN 0-316-01744-2. 784 صفحة.